# Enoplognatha qiuae
Enoplognatha qiuae là một loài nhện trong họ Theridiidae.
Loài này thuộc chi Enoplognatha. Enoplognatha qiuae được Chuandian Zhu miêu tả năm 1998.